# Jewhen Wscheschtsch
Jewhen Ksawerijowytsch Wscheschtsch (* 1853 im Gouvernement Kiew, Russisches Kaiserreich; † 1917) war ein ukrainischer Landschaftsmaler und Grafiker.

## Leben
Jewhen Wscheschtsch war polnischer Abstammung und kam im Gouvernement Kiew des Russischen Kaiserreiches zur Welt. Er ging in Schytomyr zur Schule und studierte zwischen 1876 und 1880 an der Kiewer Zeichenschule von Mykola Muraschko. Von 1884 an studierte Wscheschtsch an der Kaiserlichen Kunstakademie in Sankt Petersburg, an der Kunstakademie München und anschließend in Paris.
Nach seinem Studium lebte und arbeitete er in Kiew. Wscheschtsch war Mitglied des Verbandes der südrussischen Künstler (ТПХВ), des Moskauer  Künstlerverbandes sowie der Kiewer Union der Künstler und nahm von 1885 an regelmäßig an Kunstausstellungen teil.
Im vorrevolutionären Russland wurden seine Bilder häufig als Motive für Postkarten genutzt, heute finden sich seine Werke im Nationalen Kunstmuseum der Ukraine in Kiew sowie in weiteren Museen und privaten Kunstsammlungen.
Sein Gemälde Herbst wurde vom russischen Kunstmäzen und -sammler Pawel Tretjakow erworben und befindet sich in der Tretjakow-Galerie in Moskau.